# ラファエル・ファン・デル・ファールト
ラファエル・フェルディナント・ファン・デル・ファールト（Rafael Ferdinand Van Der Vaart, 1983年2月11日 - ）は、オランダ・ヘームスケルク出身の元サッカー選手。元オランダ代表。現役時代のポジションはMF（トップ下、左右サイドハーフ、センターハーフ）、FW（セカンドトップ）。レフティ。

## クラブ経歴

### アヤックス・アムステルダム時代

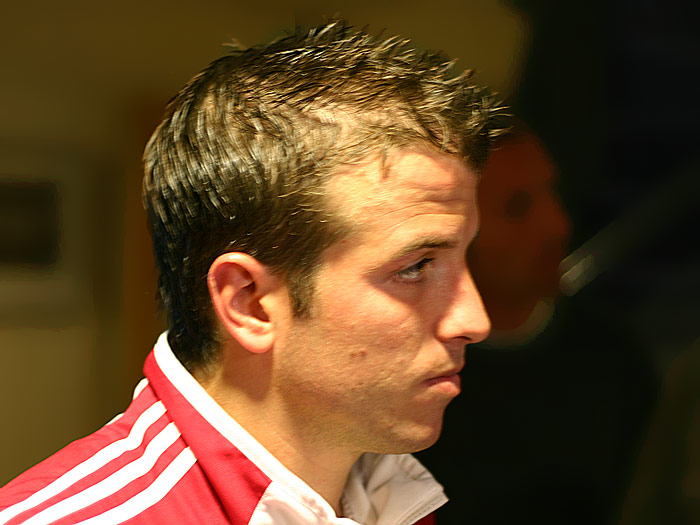
アヤックス時代

10歳でアヤックスユースに入団し、17歳の時にトップチームでデビュー。高いキックの精度と戦術眼で頭角を現し、2000-01シーズンには27試合7得点の活躍を見せる。
翌2001-02シーズンも7試合連続ゴールを含む14得点を挙げてリーグ制覇に貢献した。
2003-04シーズンはキャプテンとして臨み再びリーグ優勝に貢献。

### ハンブルガーSV時代
2005年6月29日、ドイツのハンブルガーSVに移籍。移籍金は推定550万ユーロ（約7億4300万円）で、5年契約を結んだ。当時のチームメートには元日本代表FW高原直泰がいた。
痛めていた左足も完治し、地元ファンから「小さな天使」と呼ばれ、ある少女に「ユニフォームちょうだい」という横断幕をかかげられるほどの人気だった（試合終了後にその日試合で使ったユニフォームを渡した）。ユヴェントスがファン・デル・ファールトに興味を持っていると報じられた。

### レアル・マドリードCF時代

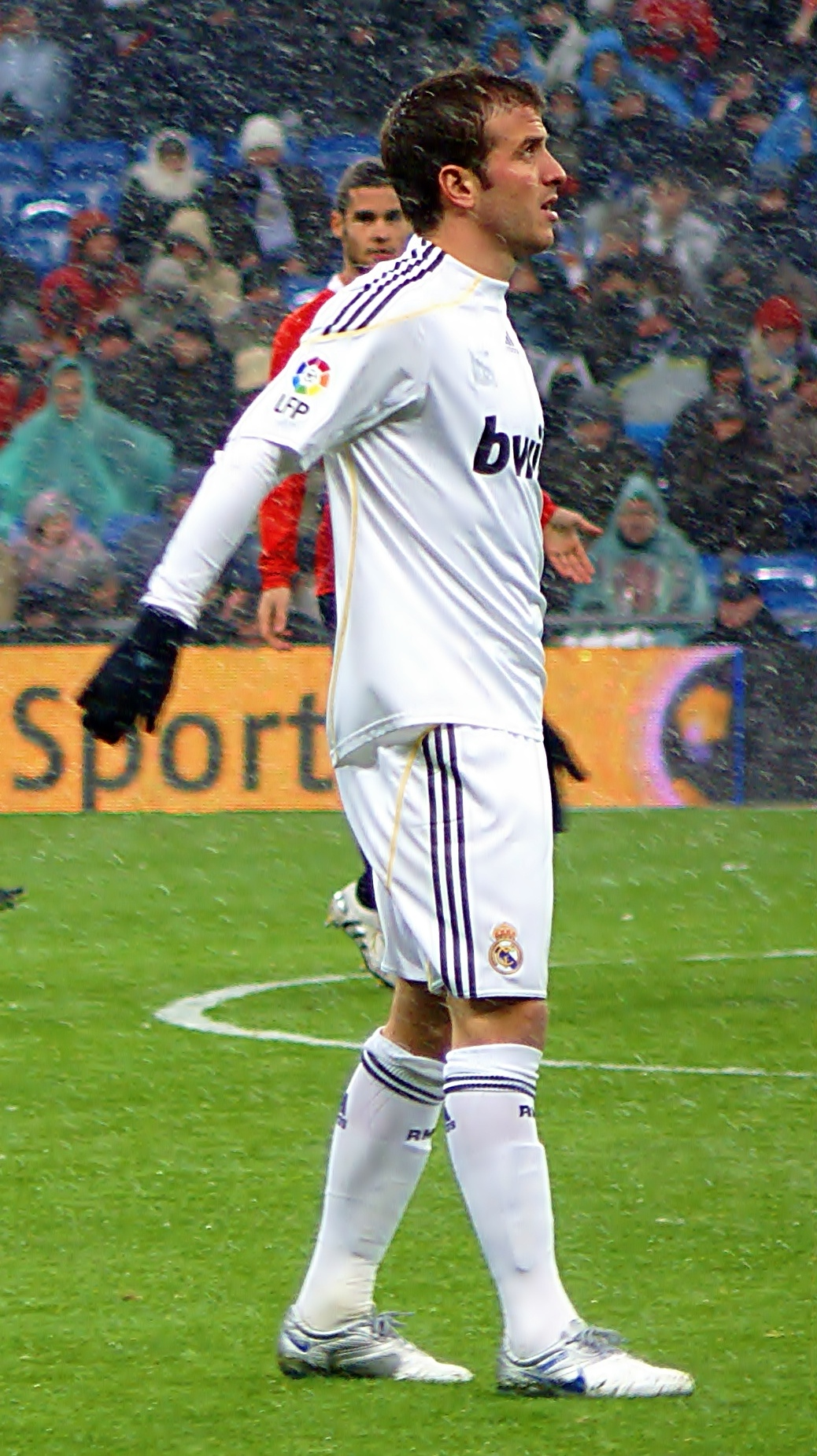
レアル・マドリード時代

2008年8月4日、レアル・マドリード加入を発表。移籍金は1300万ユーロ（約22億円）にのぼった。しかし、ファンデ・ラモス監督が就任してから試合出場時間が激減していたため、2009年3月29日、会見で「僕はレアル・マドリーから出たい」と意思を表明した。
2008-09シーズンオフにクラブの人事もチームの戦力も大きく入れ替わり、ファン・デル・ファールト自身も移籍の噂も取りざたされていたが、シルビー夫人がマドリードで乳ガンの治療を続けているという事情から、届いた全てのオファーに断りを入れてチームに残留した。2009-10シーズン開幕当初はカカの存在があり出場機会が限られていたが、リーグ第4節のビジャレアルCF戦からベンチ入りし、その後カカの負傷離脱などもあって出場機会を増やした。

### トッテナム・ホットスパーFC時代

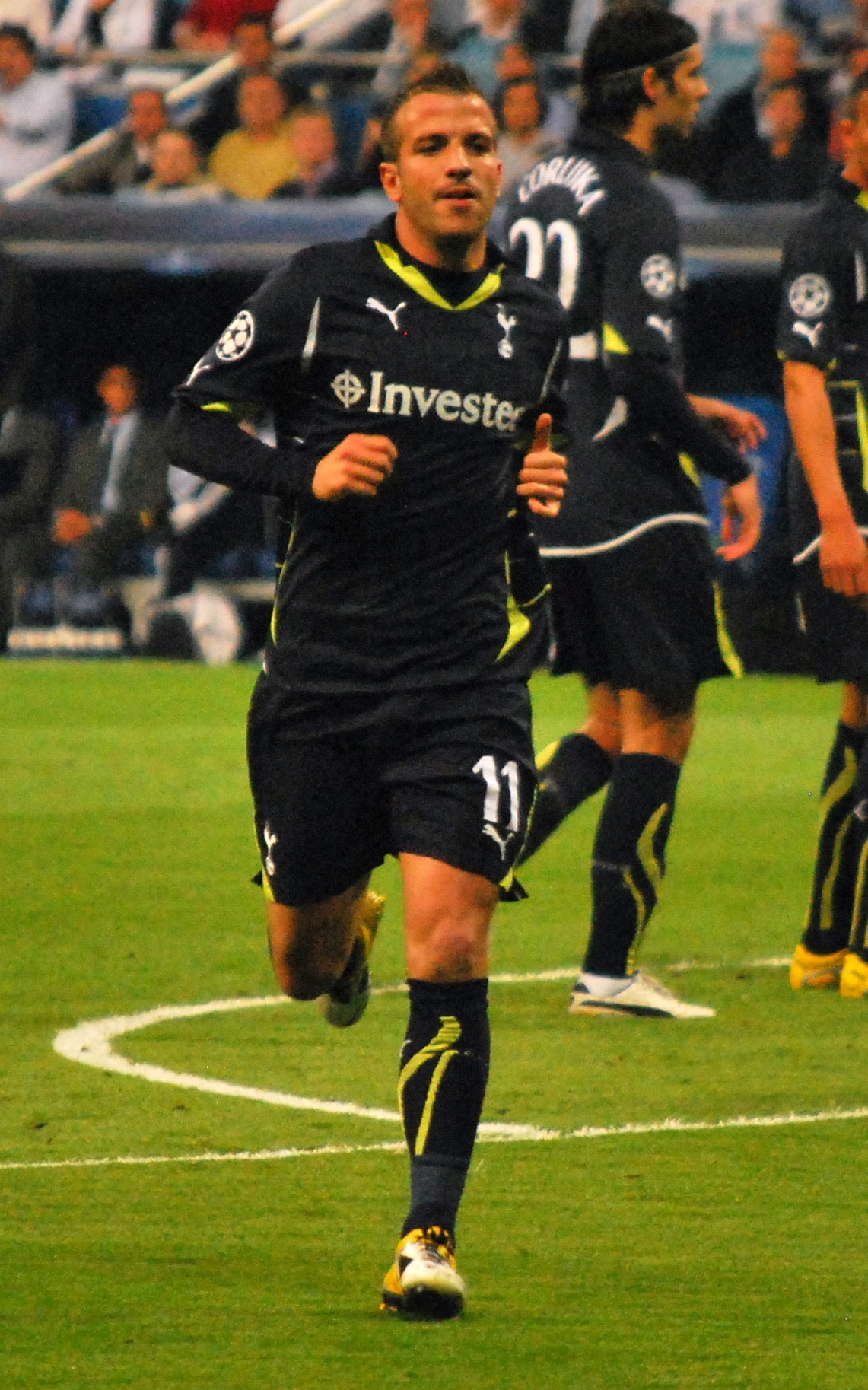
トッテナム時代

2010年夏には同ポジションのメスト・エジルやセルヒオ・カナレスが加入し、ファン・デル・ファールト自身はレアル・マドリードでのポジション争いに意欲を見せていたが、移籍市場最終日の8月31日にトッテナム・ホットスパーFCへ移籍金800万ポンドで移籍。背番号11番を背負い、加入早々チームを牽引する活躍を見せ、イングランドでは「今年最高の補強」とまで称された。MFにも関わらずリーグ戦で13得点を記録。UEFAチャンピオンズリーグでも、親友のウェズレイ・スナイデルが所属するインテルナツィオナーレ・ミラノ、ACミランなどを破ってベスト8入りに貢献した。2011年5月15日には、リヴァプールとのヨーロッパリーグ出場権をかけた試合では利き足では無い右足でボレーシュートで決勝ゴールを決めた。本人もこのシーズンの活躍に満足したようで、インタビューで「トッテナムでのプレーは楽しい」と語るなど、キャリアのピークをトッテナムで過ごした。しかし2012年7月に新監督に就任したアンドレ・ビラス・ボアスとの確執により、退団を直訴する。その後、背番号11番は後にエースとなるガレス・ベイルが受け継いだ。後年、ファン・デル・ファールトはキャリア最大の後悔としてこのトッテナム退団を挙げているが、未だにビラス・ボアスへの蟠りが解けていないことも明かしている。

### ハンブルガーSV復帰
2012年8月31日、2008年まで在籍していた古巣ハンブルガーSVに復帰。移籍金は推定1300万ユーロ（約13億円）で、3年契約を結んだ。
2015年6月4日、契約満了により退団が発表された。

### レアル・ベティス時代
2015年6月16日、レアル・ベティスへフリーで移籍。5年ぶりにスペインリーグへ復帰となった。9月24日、デポルティーボ・ラ・コルーニャ戦に先発出場し、移籍後初出場を果たしたが、後半開始直後にチームメイトのルベン・カストロと激突して負傷し途中交代となった。

### ミッティラン
2016年7月31日、ミッティランに移籍した。

### エスビャウfB
2018年8月4日、エスビャウfBに移籍した。
2018年11月5日、現役引退を発表した。

## 代表経歴
2001年10月6日のアンドラ戦ではオランダ代表デビューを果たした。
EURO2004にも出場を果たした。EURO2008ではチームの中盤の核として活躍し、オランダのグループリーグ突破に貢献した。
2010 FIFAワールドカップに臨むオランダ代表23人に選ばれ、準優勝に貢献した。

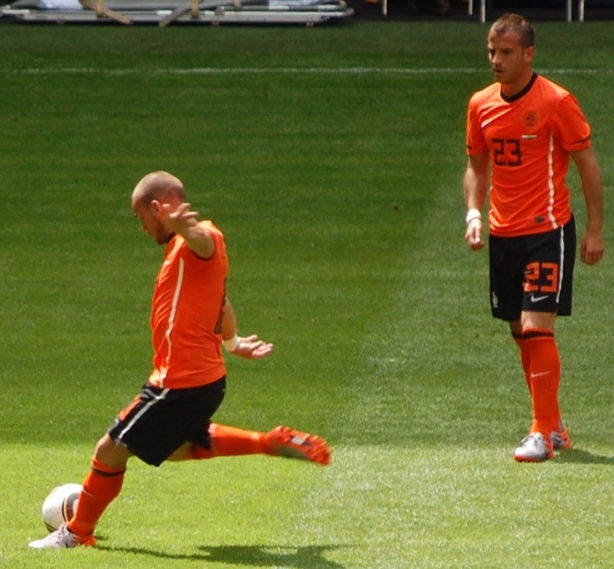
2010FIFAワールドカップでのファン・デル・ファールト(右)とスナイデル(左)

2014 FIFAワールドカップに臨むオランダ代表には、負傷の影響で招集されなかった。

## その他
- 父親はオランダ人、母親はカディス近郊出身のスペイン人である。
- 妻はオランダ人モデル・タレントのシルビー・メイス。2005年に結婚、2009年にはメイス夫人の闘病生活に付き添うなど仲睦まじい夫婦であったが、2013年に口論となった際にファン・デル・ファールトの暴力が原因で同年中に離婚した。また二人には息子・ダミアンがおり、2018年現在、ドイツのアマチュアクラブでプレーしている。
- ヴェスレイ・スナイデルとはアヤックス・ユース時代からの親友である。一方でアヤックス時代のチームメイト、ズラタン・イブラヒモヴィッチとは非常に仲が悪く、犬猿の仲であった。2008年、イブラヒモビッチが在籍するインテル・ミラノ移籍の噂が流れた際、トラブル再燃が噂された。その他、元アヤックスのマクスウェル、クリスティアン・キヴとは良好であった。
- アヤックスからハンブルクへの移籍の決定的理由とは相手サポーターからの侮辱行為である。女優である妻に対するバッシングコールや野次に怒り心頭で移籍を決意した。しかしその妻とは2013年に離婚した。
- 南アW杯抽選会でオランダが日本、カメルーン、デンマークと同じE組に入った中、レアル・マドリードの記者会見において記者に感想を尋ねられた際に、他の選手が慎重なコメントを見せる中で、最後に「日本には勝つよ」と余裕の勝利宣言。質問したのが日本人記者だったため「君のために日本は2位だと言っておくよ」とあくまでリップサービスで余裕を見せ日本は眼中にないという自信満々の様子であった。
- ハンブルガーSV在籍当時、1点ビハインドで迎えた後半ロスタイム、味方ゴールキーパーがパワープレーで敵陣に上がっているのに気が付かずに自陣にバックパス、相手選手と競走になるもそのままゴールを許してしまったことがある（ちなみに相手選手とはブンデスでも俊足で知られるマリオ・ゴメス）。
- ヨハン・クライフに「走りすぎ」と言われるほどの運動量を持ち合わせ、オランダ代表やクラブの試合では最も長い走行距離となることが多い[13]。
- 2013年、ブンデスリーガでバイエルン・ミュンヘンに2-9の記録的大敗を喫した直後、UEFAチャンピオンズリーグの準決勝の予想として「バイエルンはバルセロナに対してノーチャンス」とコメントし話題になった。しかし、2戦合計7-0という大差でバイエルンがバルセロナを退けるという、そのコメントとは全く正反対の結果となった。
- 2019年10月13日に行われた引退試合で、ルイ・ファン・ハールは「彼はピッチ上で常にクリエイティヴであろうとする数少ないフットボーラーの一人。彼は常にクリエイティヴだったが、常にだらしない奴でもあった。最高にプロフェッショナルでは無かったが、信じられないほどのタレントだった」と語っている。それに対してファン・デル・ファールトは「ロッカールームにチキンナゲットがあると分かっていたら、僕はサラダやパスタを食べなければいけない時よりも速く走った」とコメントしている[14]。

## 個人成績
| クラブ       | シーズン | リーグ           | 背番号 | リーグ戦 | リーグ戦 | カップ戦 | カップ戦 | リーグカップ | リーグカップ | 欧州カップ戦 | 欧州カップ戦 | その他 | その他 | 合計 | 合計 |
| クラブ       | シーズン | リーグ           | 背番号 | 出場     | 得点     | 出場     | 得点     | 出場         | 得点         | 出場         | 得点         | 出場   | 得点   | 出場 | 得点 |
| ------------ | -------- | ---------------- | ------ | -------- | -------- | -------- | -------- | ------------ | ------------ | ------------ | ------------ | ------ | ------ | ---- | ---- |
| アヤックス   | 1999–00  | エールディヴィジ | -      | 1        | 0        | -        | -        | -            | -            | -            | -            | -      | -      | 1    | 0    |
| アヤックス   | 2000–01  | エールディヴィジ | -      | 27       | 7        | 1        | 0        | -            | -            | 4            | 2            | -      | -      | 32   | 9    |
| アヤックス   | 2001–02  | エールディヴィジ | -      | 20       | 14       | 2        | 2        | -            | -            | 5            | 1            | -      | -      | 27   | 17   |
| アヤックス   | 2002–03  | エールディヴィジ | 23     | 21       | 18       | 2        | 2        | -            | -            | 6            | 2            | 1      | 2      | 30   | 22   |
| アヤックス   | 2003–04  | エールディヴィジ | 10     | 26       | 7        | 1        | 0        | -            | -            | 7            | 1            | -      | -      | 34   | 8    |
| アヤックス   | 2004–05  | エールディヴィジ | 10     | 22       | 6        | 2        | 0        | -            | -            | 7            | 1            | 1      | 0      | 32   | 7    |
| アヤックス   | 合計     | 合計             | 合計   | 117      | 52       | 8        | 2        | 0            | 0            | 29           | 7            | 2      | 2      | 156  | 63   |
| HSV          | 2005–06  | ブンデスリーガ   | 23     | 19       | 9        | 2        | 0        | -            | -            | 8            | 6            | 6      | 2      | 35   | 16   |
| HSV          | 2006–07  | ブンデスリーガ   | 23     | 26       | 8        | 0        | 0        | 2            | 0            | 5            | 3            | -      | -      | 33   | 11   |
| HSV          | 2007–08  | ブンデスリーガ   | 23     | 29       | 12       | 4        | 4        | -            | -            | 9            | 3            | 2      | 2      | 44   | 21   |
| HSV          | 合計     | 合計             | 合計   | 74       | 29       | 6        | 4        | 2            | 0            | 22           | 11           | 8      | 4      | 112  | 48   |
| Rマドリード  | 2008–09  | プリメーラ       | 23     | 32       | 5        | 1        | 0        | -            | -            | 7            | 0            | 2      | 0      | 42   | 5    |
| Rマドリード  | 2009–10  | プリメーラ       | 23     | 26       | 6        | 2        | 1        | -            | -            | 3            | 0            | -      | -      | 31   | 7    |
| Rマドリード  | 合計     | 合計             | 合計   | 58       | 11       | 3        | 1        | 0            | 0            | 10           | 0            | 2      | 0      | 73   | 12   |
| トッテナム   | 2010–11  | プレミアリーグ   | 11     | 28       | 13       | 1        | 0        | 0            | 0            | 7            | 2            | -      | -      | 36   | 15   |
| トッテナム   | 2011–12  | プレミアリーグ   | 11     | 33       | 11       | 5        | 1        | 1            | 0            | 1            | 1            | -      | -      | 40   | 13   |
| トッテナム   | 2012–13  | プレミアリーグ   | 11     | 2        | 0        | 0        | 0        | 0            | 0            | 0            | 0            | -      | -      | 2    | 0    |
| トッテナム   | 合計     | 合計             | 合計   | 63       | 24       | 6        | 1        | 1            | 0            | 8            | 3            | 0      | 0      | 78   | 28   |
| HSV          | 2012–13  | ブンデスリーガ   | 23     | 27       | 5        | 0        | 0        | -            | -            | -            | -            | -      | -      | 27   | 5    |
| HSV          | 2013–14  | ブンデスリーガ   | 23     | 27       | 7        | 3        | 1        | -            | -            | -            | -            | 2      | 0      | 32   | 8    |
| HSV          | 2014–15  | ブンデスリーガ   | 23     | 24       | 4        | 2        | 1        | -            | -            | -            | -            | 1      | 0      | 27   | 5    |
| HSV          | 合計     | 合計             | 合計   | 78       | 16       | 5        | 2        | 0            | 0            | 0            | 0            | 3      | 0      | 86   | 18   |
| ベティス     | 2015–16  | プリメーラ       | 23     | 7        | 0        | 2        | 0        | -            | -            | -            | -            | -      | -      | 9    | 2    |
| ベティス     | 合計     | 合計             | 合計   | 7        | 0        | 2        | 0        | 0            | 0            | 0            | 0            | 0      | 0      | 9    | 0    |
| ミッティラン | 2016–17  | スーペルリーガ   | 8      | 15       | 2        | 2        | 0        | -            | -            | 1            | 0            | -      | -      | 18   | 2    |
| ミッティラン | 2017–18  | スーペルリーガ   | 8      | 2        | 0        | 0        | 0        | -            | -            | 0            | 0            | -      | -      | 2    | 0    |
| ミッティラン | 合計     | 合計             | 合計   | 17       | 2        | 2        | 0        | —            | —            | 1            | 0            | —      | —      | 20   | 2    |
| エスビャウfB | 2018–19  | スーペルリーガ   | 10     | 3        | 0        | 0        | 0        | -            | -            | -            | -            | -      | -      | 3    | 0    |
| エスビャウfB | 合計     | 合計             | 合計   | 3        | 0        | 0        | 0        | —            | —            | —            | —            | —      | —      | 3    | 0    |
| 総合計       | 総合計   | 総合計           | 総合計 | 417      | 134      | 31       | 10       | 3            | 0            | 70           | 21           | 16     | 6      | 537  | 171  |

その他の公式戦
- 2009年
  - スペインスーパーカップ 2試合0得点
- 2014年
  - ブンデスリーガ 残留・昇格プレーオフ 2試合0得点
- 2015年
  - ブンデスリーガ 残留・昇格プレーオフ 1試合0得点

## 代表歴

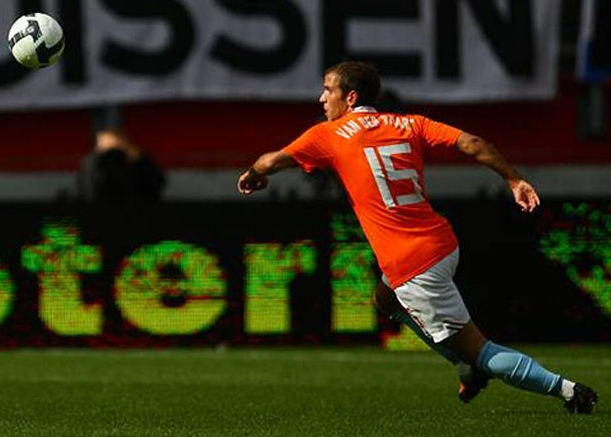
オランダ代表でプレーするファン・デル・ファールト（2009年）

### 出場大会
- オランダ代表
  - 2004年 EURO2004 ポルトガル大会（ベスト4）
  - 2006年 FIFAワールドカップ ドイツ大会（ベスト16）
  - 2008年 EURO2008 スイス・オーストリア大会（ベスト8）
  - 2010年 FIFAワールドカップ 南アフリカ大会（準優勝）

### 試合数
- 国際Aマッチ 109試合 25得点（2001年-2013年）[15]

| オランダ代表 | 国際Aマッチ | 国際Aマッチ |
| 年           | 出場        | 得点        |
| ------------ | ----------- | ----------- |
| 2001         | 1           | 0           |
| 2002         | 2           | 0           |
| 2003         | 10          | 3           |
| 2004         | 13          | 1           |
| 2005         | 9           | 2           |
| 2006         | 5           | 1           |
| 2007         | 10          | 5           |
| 2008         | 14          | 1           |
| 2009         | 10          | 2           |
| 2010         | 14          | 1           |
| 2011         | 5           | 1           |
| 2012         | 10          | 4           |
| 2013         | 6           | 4           |
| 通算         | 109         | 25          |

### 得点
| #  | 開催日         | 開催地                                                   | 対戦国       | スコア | 結果 | 大会                        |
| -- | -------------- | -------------------------------------------------------- | ------------ | ------ | ---- | --------------------------- |
| 1  | 2003年9月6日   | ロッテルダム、デ・カイプ                                 | オーストリア | 1–0    | 3–1  | UEFA EURO 2004予選          |
| 2  | 2003年9月10日  | プラハ、トヨタ・アレーナ                                 | チェコ       | 2–1    | 3–1  | UEFA EURO 2004予選          |
| 3  | 2003年10月11日 | アイントホーフェン、フィリップス・スタディオン           | モルドバ     | 4–0    | 5–0  | UEFA EURO 2004予選          |
| 4  | 2004年6月1日   | ローザンヌ、スタッド・オランピック・ドゥ・ラ・ポンテーズ | フェロー諸島 | 1–0    | 3–0  | 親善試合                    |
| 5  | 2005年9月7日   | アイントホーフェン、フィリップス・スタディオン           | アンドラ     | 1–0    | 4–0  | 2006 FIFAワールドカップ予選 |
| 6  | 2005年10月8日  | プラハ、トヨタ・アレーナ                                 | ウルグアイ   | 0–1    | 0–2  | 2006 FIFAワールドカップ予選 |
| 7  | 2006年11月15日 | アムステルダム、アムステルダム・アレナ                   | イングランド | 1–1    | 1–1  | 親善試合                    |
| 8  | 2007年2月7日   | アムステルダム、アムステルダム・アレナ                   | ロシア       | 4–1    | 4–1  | 親善試合                    |
| 9  | 2007年6月2日   | ソウル、ソウルワールドカップ競技場                       | 韓国         | 0–1    | 0–2  | 親善試合                    |
| 10 | 2007年6月2日   | ソウル、ソウルワールドカップ競技場                       | 韓国         | 0–2    | 0–2  | 親善試合                    |
| 11 | 2007年6月6日   | バンコク、ラジャマンガラ・スタジアム                     | タイ         | 0–1    | 1–3  | 親善試合                    |
| 12 | 2007年11月21日 | ミンスク、ディナモ・スタジアム                           | ベラルーシ   | 2–1    | 2–1  | UEFA EURO 2008予選          |
| 13 | 2008年9月10日  | スコピエ、スコピエ市立競技場                             | 北マケドニア | 0–2    | 1–2  | 2010 FIFAワールドカップ予選 |
| 14 | 2009年4月1日   | アムステルダム、アムステルダム・アレナ                   | 北マケドニア | 4–0    | 4–0  | 2010 FIFAワールドカップ予選 |
| 15 | 2009年8月12日  | アムステルダム、アムステルダム・アレナ                   | イングランド | 2–0    | 2–2  | 親善試合                    |
| 16 | 2010年6月1日   | ロッテルダム、デ・カイプ                                 | ガーナ       | 2–0    | 4–1  | 親善試合                    |
| 17 | 2011年3月25日  | ブダペスト、プシュカーシュ・フェレンツ・シュタディオン   | ハンガリー   | 0–1    | 0–4  | UEFA EURO 2012予選          |
| 18 | 2012年5月30日  | ロッテルダム、デ・カイプ                                 | スロバキア   | 2–0    | 2–0  | 親善試合                    |
| 19 | 2012年6月17日  | ハルキウ、メタリスト・スタジアム                         | ポルトガル   | 1–0    | 1–2  | UEFA EURO 2012              |
| 20 | 2012年10月12日 | ロッテルダム、デ・カイプ                                 | アンドラ     | 1–0    | 3–0  | 2014 FIFAワールドカップ予選 |
| 21 | 2012年10月16日 | ブカレスト、スタディオヌル・ナツィオナル                 | ルーマニア   | 1–3    | 1–4  | 2014 FIFAワールドカップ予選 |
| 22 | 2013年3月22日  | アムステルダム、アムステルダム・アレナ                   | エストニア   | 1–0    | 3–0  | 2014 FIFAワールドカップ予選 |
| 23 | 2013年3月26日  | アムステルダム、アムステルダム・アレナ                   | ルーマニア   | 1–0    | 4–0  | 2014 FIFAワールドカップ予選 |
| 24 | 2013年10月11日 | アムステルダム、アムステルダム・アレナ                   | ハンガリー   | 7–1    | 8–1  | 2014 FIFAワールドカップ予選 |
| 25 | 2013年11月16日 | ヘンク、クリスタル・アレナ                               | 日本         | 1–0    | 2–2  | 親善試合                    |